# Водоспади Ігуасу
Водоспа́ди Ігуасу (гуар. Chororõ Yguasu [ɕoɾo'ɾõ ɨɣʷa'su], іспанська Cataratas del Iguazú [kataˈɾatas ðel iɣwaˈsu]; порт. Cataratas do Iguaçu [kɐtɐˈɾatɐz du iɡwɐˈsu]) — каскад водоспадів на річці Ігуасу. Розташований на кордоні бразильського штату Парана (у Південному регіоні Бразилії) і аргентинської провінції Місьйонес.

## Географія

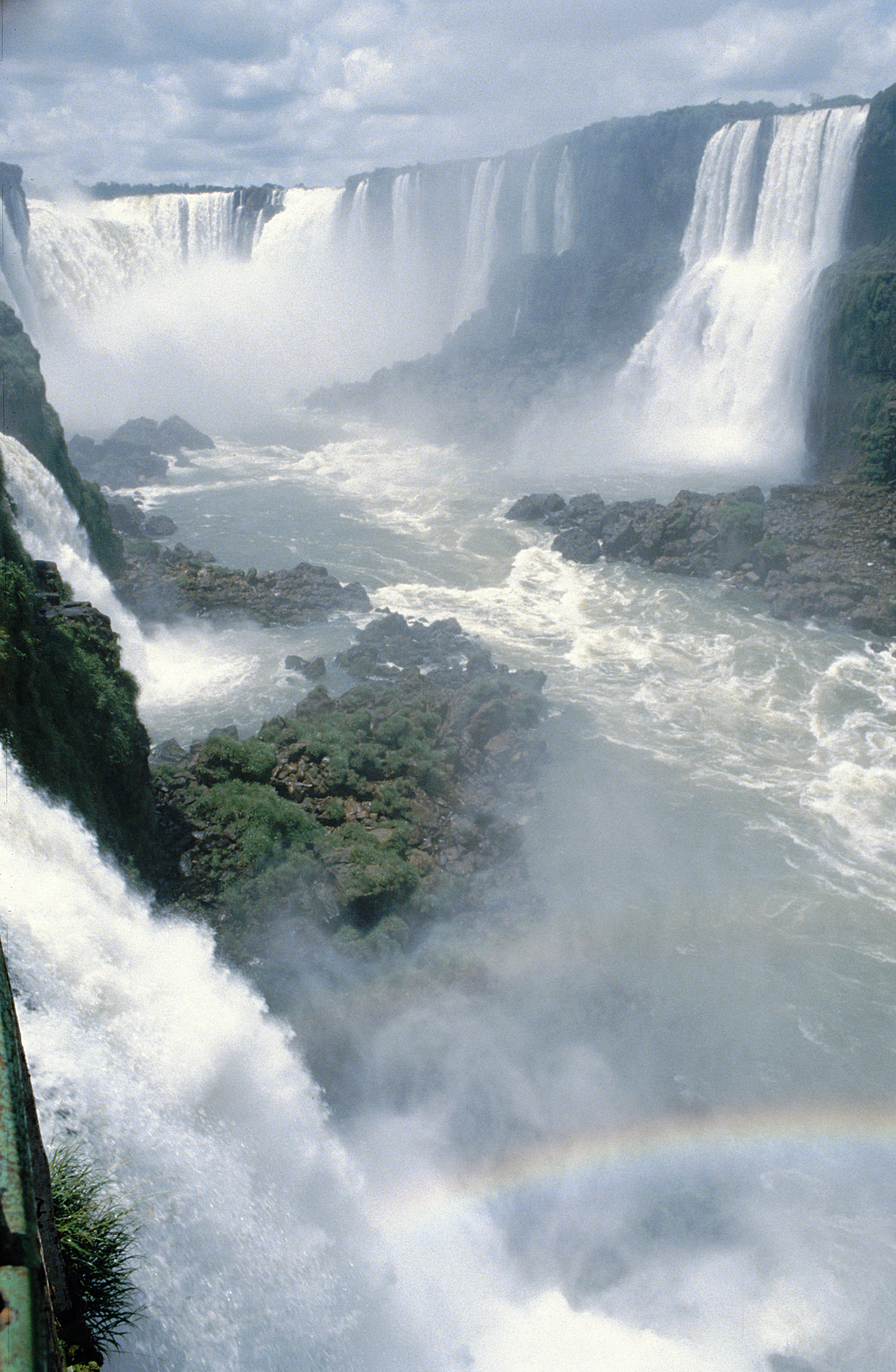
«Горло Диявола» з бразильського боку

Водоспади розташовані на межі аргентинського і бразильського національних парків «Ігуасу». Обидва парки включені до списку світової спадщини ЮНЕСКО (у 1984 і 1986 роках відповідно).
Назва Іґуасу походить від слів мови гуарані y (вода) і ûasú (великий). Легенда свідчить, що бог хотів одружитися з красивою тубілкою на ім'я Naipú, але вона втекла зі своїм коханим на каное. У гніві бог розрізав річку, створивши водоспад, прирікаючи закоханих на вічне падіння.
Водоспад відкрив для європейців 1541 року іспанський конкістадор дон Альваро Нуньєс Кабеса де Вака, який прибув у південноамериканські джунглі в пошуках золота.
Витоки Ігуасу лежать недалеко від атлантичного узбережжя Бразилії, на південь від Сан-Паулу, річка тече углиб материка в західному напрямі протягом близько 1320 км. На краю плато незадовго до того, як злитися з Параною, річка утворює водоспад.
Ширина річки тут близько 3 км, середньорічна витрата води 1,8 тис. м3/с. Вода падає з обриву, що має форму півмісяця, в улоговину, яка лежить на 82 м нижче. Дрібніші водоспади утворюються на уступах міцної породи. Скелі між водоспадами покриті хащами дерев і кущів. Комплекс водоспадів має ширину 2,7 км і складається з безлічі окремих каскадів, кількість яких може сягати 275, залежно від кількості води та пори року. Висота падіння води становить 82 м, однак на більшості каскадів — трохи більше 60 м. Найбільший каскад — Горло Диявола (ісп. Garganta del Diablo) — U-подібний обрив завширшки 150 і завдовжки 700 м. Цей каскад позначає кордон між Бразилією та Аргентиною.
Сезон дощів у регіоні припадає на період з листопада до березня. Під час сухого сезону рівень води в річці Ігуасу знижується, внаслідок чого утворюються два окремі водоспади у формі півмісяців, ширина кожного становить близько 730 м.
Багато островів (деякі доволі великі) відокремлюють водоспади комплексу один від одного. Приблизно 900 м (від загальної ширини 2,7 км) не покрито водою. Більшість водоспадів розташовані в межах Аргентини, проте з боку Бразилії відкривається гарний краєвид на більшість з них, зокрема Горло Диявола.
Приблизно один раз у сорок років під час посухи Ігуасу повністю пересихає. У такі періоди замість водоспаду можна бачити лише базальтовий уступ. Зокрема, в травні-червні 1978 року під час особливої сильної посухи річка поступово пересохла і протягом 28 днів з обриву не впало жодної краплі води. Посуха в липні 2006 року також спричинила пересихання річки Ігуасу.
В околицях водоспадів розташовані два міста — Фос-ду-Ігуасу на бразильській стороні і Пуерто-Ігуасу на аргентинській.

## Галерея

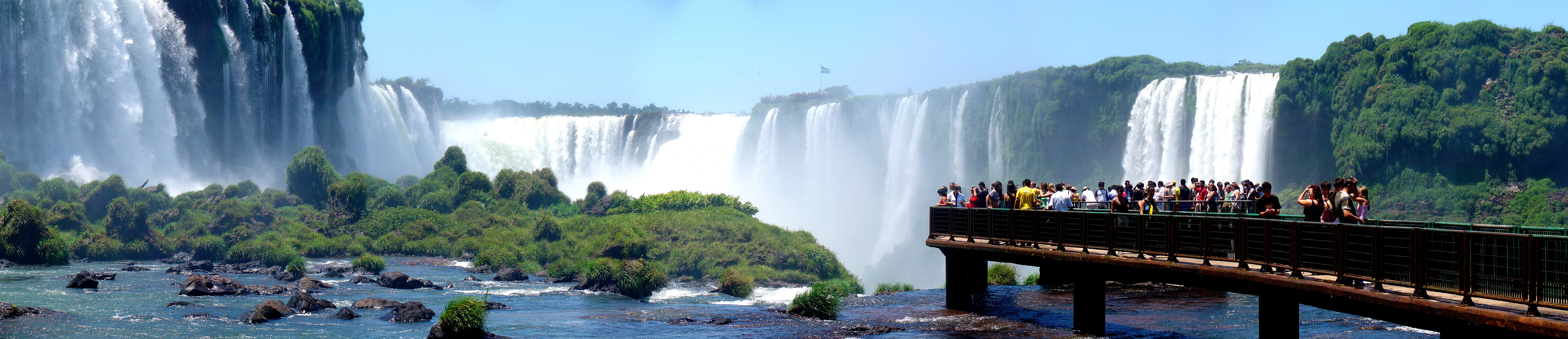

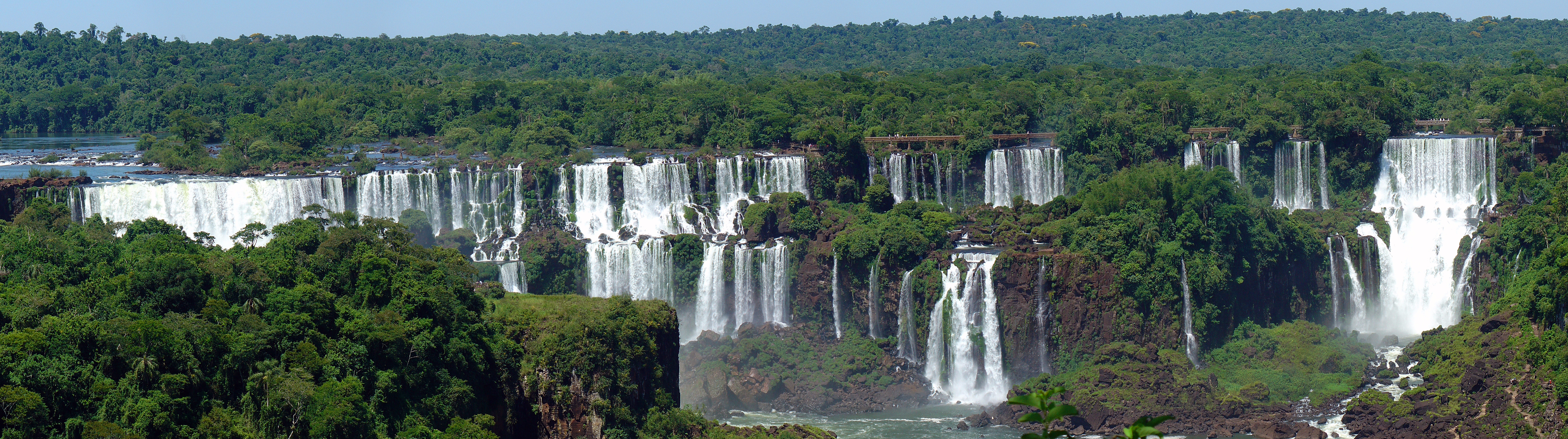